# Eremias nikolskii
Eremias nikolskii är en ödleart som beskrevs av  Bedriaga 1905. Eremias nikolskii ingår i släktet löparödlor och familjen lacertider. Inga underarter finns listade i Catalogue of Life. Artepitet i det vetenskapliga namnet hedrar herpetologen Alexander Nikolsky.
Arten förekommer i Altajbergen i södra Kazakstan och i angränsande regioner. Honor lägger 2 till 6 ägg per tillfälle. Ödlan vistas mellan 1000 och 3000 meter över havet. Den lever i klippiga regioner med buskar och glest fördelad låg växtlighet.
För beståndet år inga hot kända och dessutom finns skyddszoner. Hela populationen anses vara stabil. IUCN listar arten som livskraftig (LC).